# Mikhaïl Kheraskov
Mikhaïl Matveïevitch Kheraskov (en russe : Михаи́л Матве́евич Хера́сков), né le 25 octobre 1733 (5 novembre 1733 dans le calendrier grégorien) à Pereïaslav et mort le 27 septembre 1807 (9 octobre 1807 dans le calendrier grégorien) à Moscou, est un linguiste, poète, dramaturge et écrivain russe.
Figure de proue des Lumières russes, Kheraskov était considéré par Catherine la Grande et ses contemporains comme le plus important poète russe.

## Biographie
.

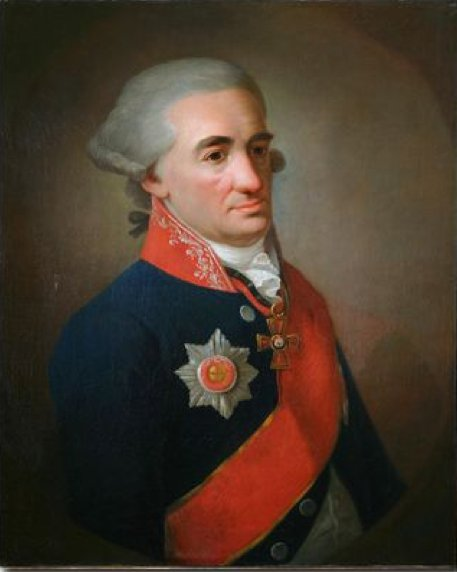
Portrait de Mikhaïl Kheraskov par K. Gekke, XIXe siècle

Par son père, il appartient au clan des boyards valaques, Heresku.
Militant de la franc-maçonnerie russe, il est aussi copropriétaire du domaine d'Ochakovo, près de Moscou. Depuis 1756, il appartient à l'Université de Moscou et en est directeur de 1763 à 1770 et conservateur de 1778 à 1802.
Il est membre de l'Académie russe depuis sa fondation en 1783.
Il est titulaire de l'ordre de Saint-Vladimir de degré II en 1786. En 1799, il reçoit l'ordre de Sainte-Anne de degré I.

## Œuvre
Kheraskov est surtout connu être l'auteur du poème épique La Rossiade (Rossiada, 1771-1779), basée sur la prise de Kazan (1552) par Ivan le Terrible. Il a composé vingt pièces de théâtre, dont des tragédies et des comédies, incarnant les principes classiques de la dramaturgie. Il a également édité des magazines littéraires. Son poème didactique Plody nauk (1761, « Les fruits des sciences »), est une polémique contre l'attaque de Jean-Jacques Rousseau contre le progrès scientifique.
Il était connu à son époque sous le nom d'« Homère russe ».
Bien que très respectées au XVIIIe siècle, les œuvres de Kheraskov sont rejetées au XIXe et ne sont plus lues que par des spécialistes.